# Mike Portnoy

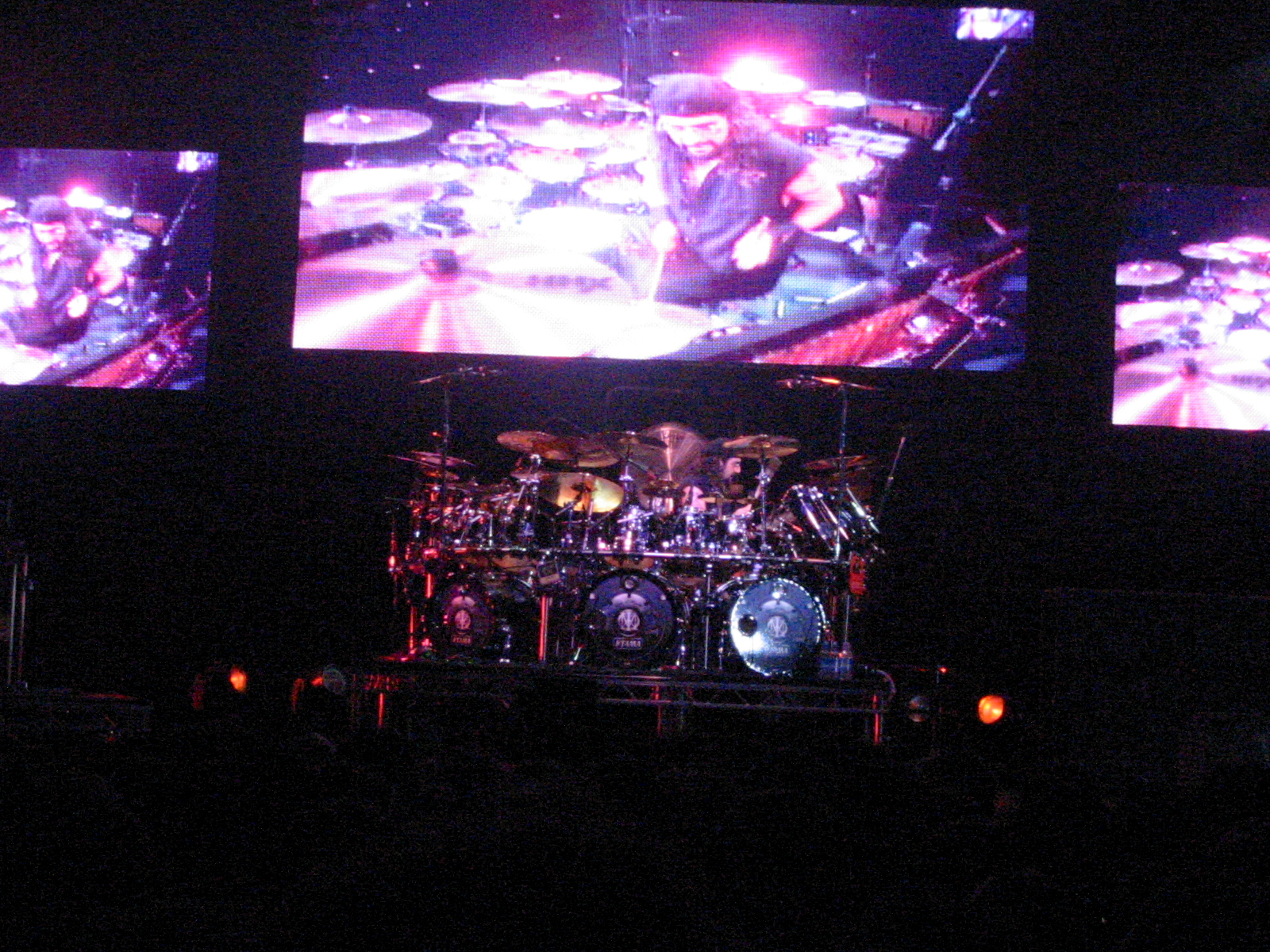
Portnoy mit „Siamese-Monster“ in Rom

Michael Stephen Portnoy (* 20. April 1967 in Long Beach, Long Island, New York) ist ein US-amerikanischer Schlagzeuger. Er ist insbesondere bekannt als Gründungsmitglied der Progressive-Metal-Band Dream Theater, die er 2010 verließ. 2023 stieg er wieder in die Band ein.

## Leben
Geboren in Long Beach, New York, wuchs Mike Portnoy in einer jüdischen Familie auf. Portnoys Vater war Rock-’n’-Roll-Disc-Jockey. Durch die Platten seines Vaters brachte Portnoy sich nach eigener Aussage mit elf Jahren selbst das Schlagzeugspiel bei. Nach seiner High-School-Zeit, in der er in mehreren Bands spielte, wechselte Portnoy zum Berklee College of Music in Boston, wo er John Petrucci und John Myung, die weiteren Gründungsmitglieder von Dream Theater, kennenlernte. Zusammen mit dem Gitarristen John Petrucci schrieb Portnoy die meisten Liedtexte für Dream Theater.
Mike Portnoy litt unter Alkoholsucht, die er mit Hilfe der Anonymen Alkoholiker therapierte. Dies wird in den Texten der Songs der von den Fans so getauften Alcoholics Anonymous Suite behandelt. Seit dem Jahr 2000 ist er abstinent.

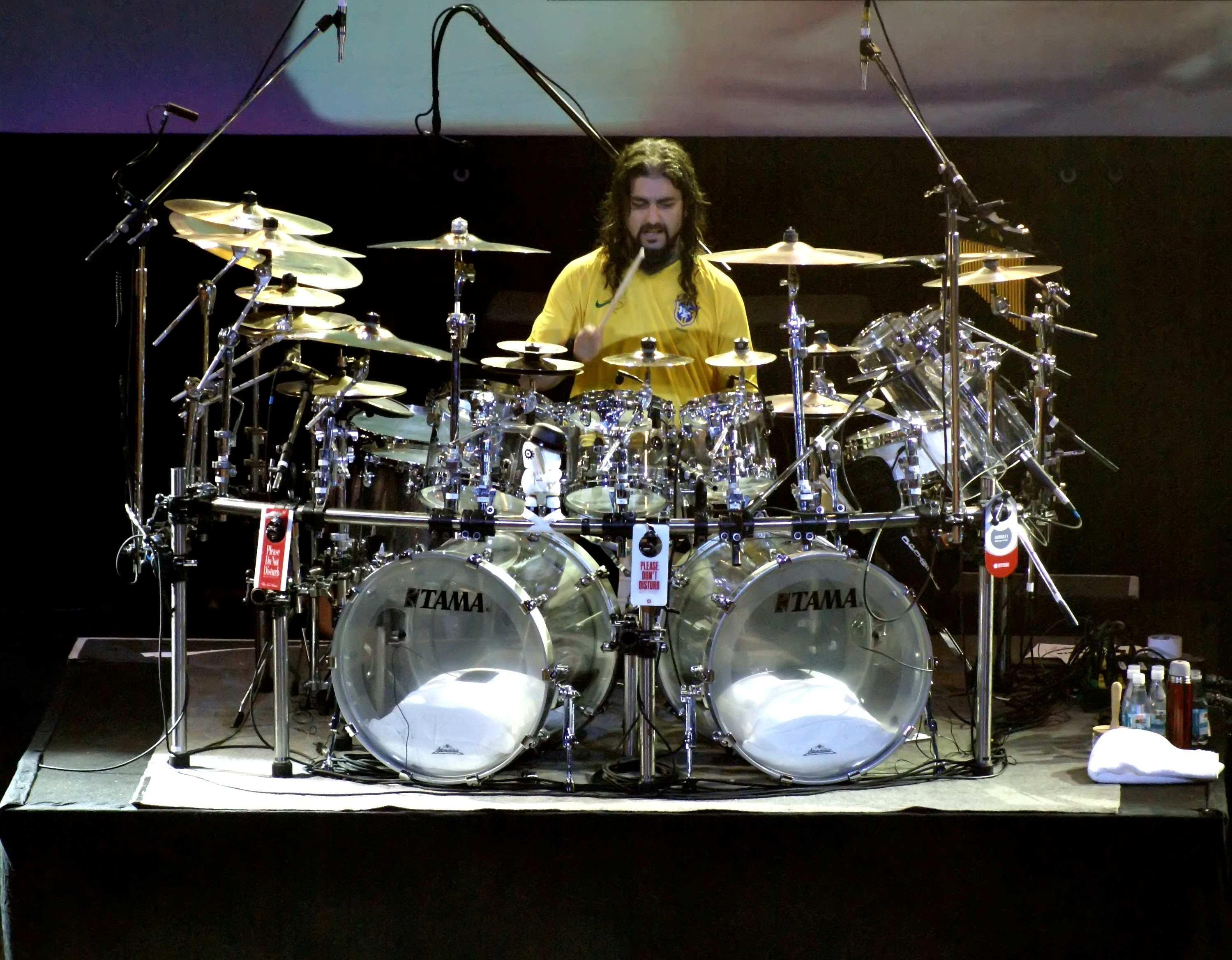
Mike Portnoy in Rio de Janeiro, 2008

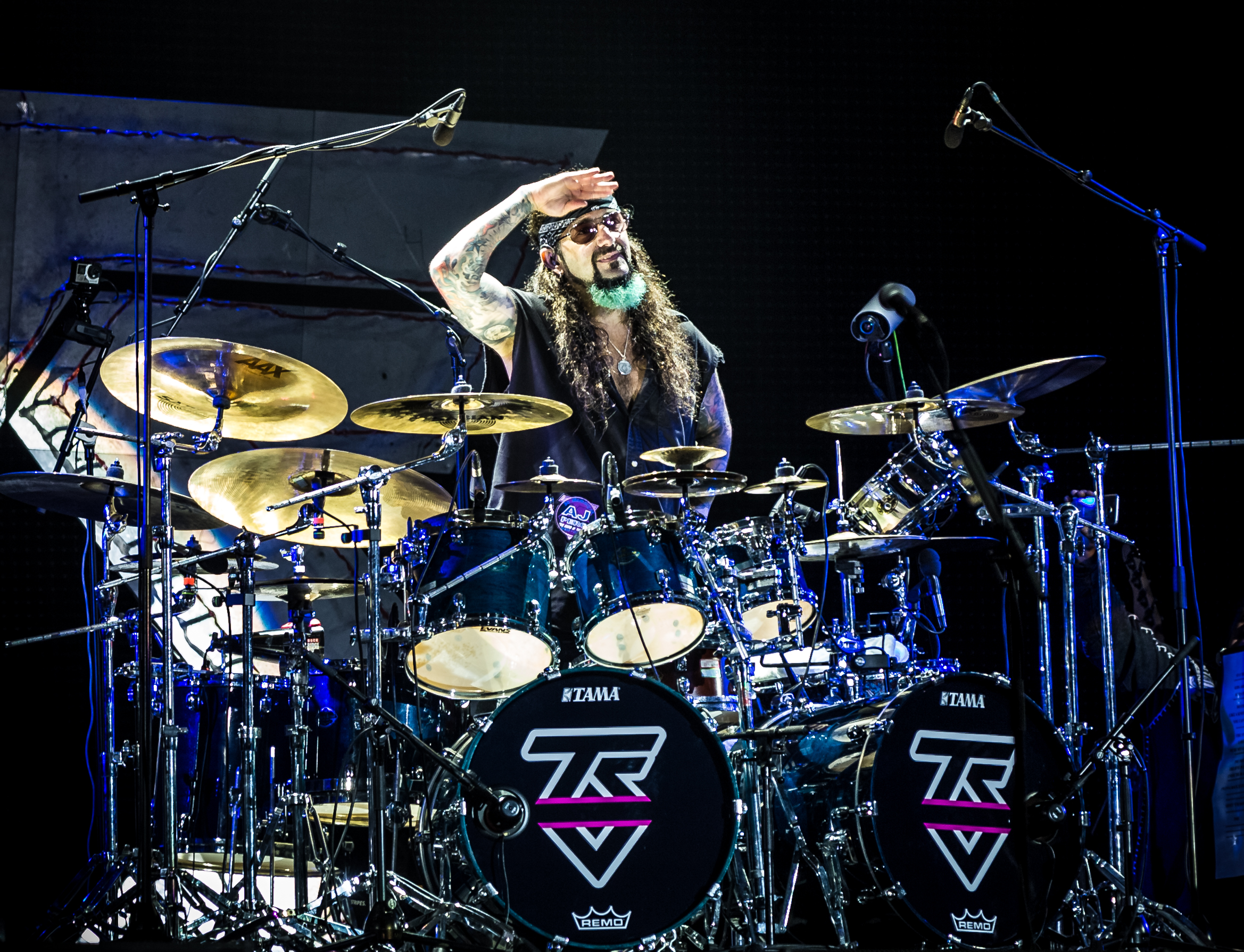
Mike Portnoy mit Twisted Sister beim Wacken Open Air 2016

Am 23. März 2007 ließ Mike Portnoy sein neues Schlagzeug-Lehrvideo In Constant Motion veröffentlichen. Dieses Video besteht aus drei DVDs mit insgesamt mehr als sieben Stunden Laufzeit, auf denen jeweils Lieder aus den Alben Train of Thought, Six Degrees of Inner Turbulence und Octavarium angespielt werden. Sie ähnelt dem Vorgänger Liquid Drum Theater. Für dieses Video hat Mike Portnoy extra ein Drumset, das In Constant Motion Kit, anfertigen lassen, um die Songs von Transatlantic besser spielen bzw. vorführen zu können.
Auf dem 2009 veröffentlichten Album „Black Clouds & Silver Linings“ schrieb er die Ballade "The Best Of Times" in der er den Tod seines Vaters verarbeitete.
Nach dem tragischen Tod des Schlagzeugers von Avenged Sevenfold half Mike Portnoy der Band kurzfristig bei ihren Studioarbeiten und vertrat den verstorbenen James Owen Sullivan, dessen Lieblingsschlagzeuger er gewesen war, auch bei der Tour zum neuen Album. Im September 2010 verließ Portnoy seine Band Dream Theater, um eine einjährige Pause zu machen und sich anderen Herausforderungen zu widmen. Einen später angefragten Wiedereinstieg lehnte der Rest der Band ab.
Im Januar 2011 tat Portnoy sich mit Steve Morse, Neal Morse, Dave LaRue und Casey McPherson zusammen, um ein Album aufzunehmen. Die Band firmiert unter dem Namen Flying Colors; das Album erschien am 26. März 2012.
Ebenfalls im Jahr 2011 gründete Portnoy zusammen mit Russell Allen, Mike Orlando und John Moyer die Hard-Rock-/Heavy-Metal-Supergroup Adrenaline Mob, deren selbstbetitelte EP im selben Jahr erschien. Am 13. März 2012 folgte das Album Omertà, das neben den vier Eigenkompositionen einige Coversongs enthält.
Seit 2012 arbeitet Portnoy mit dem Mr.-Big-Bassisten Billy Sheehan und dem -Gitarristen Richie Kotzen an einem Projekt, das seit 2013 den Namen The Winery Dogs trägt. Das Powertrio veröffentlichte sein selbstbetiteltes Debütalbum am 23. Juli 2013. 2013 schloss sich Mike Portnoy der Progressive-Rock-Band Bigelf als neuer Schlagzeuger an.
Im April 2015 wurde bestätigt, dass Mike Portnoy mit Twisted Sister auf Tour gehen werde.
Am 25. Oktober 2023 gab die Band Dream Theater bekannt, dass Mike Portnoy ab sofort wieder Mitglied der Band ist.
Mike Portnoy hat einen Sohn namens Max Portnoy, der ebenfalls Schlagzeug spielt und in einer Nu Metal/Metalcore-Band mit dem Namen Tallah spielt.

## Schlagzeug

### The Albino Monster
Das „Albinomonster“ entstand zwischen den Aufnahmen von Train of Thought (2003) und des achten Studioalbums der Band, Octavarium (2005). Mit mehreren anderen Musikern (u. a. Daniel Gildenlöw von der schwedischen Band Pain of Salvation) gab Portnoy eine Handvoll Konzerte als „Hammer of the gods“, einer Led-Zeppelin-Coverband. Das dabei verwendete Drumset im John-Bonham-Stil hatte ihm dabei so gut gefallen, dass Mike es zur rechten Hälfte des Albinomonsters werden ließ.

### The Mirage Monster
Das „Trugbildmonster“ ist ein Tama Starclassic Mirage Set, also ein riesiges, transparentes Set. Es sind noch immer zwei Seiten wie beim Siamese und Albino Monster vorhanden, jedoch ist die rechte Seite des Kits eine Mischung aus der rechten Seite des Siamese- und Albinomonsters, was zur Folge hat, dass die große Floortom des Albinokits und die Gongbassdrum vom Siamesekits beide vorhanden sind.
Mike Portnoy benutzt dieses Set auf der „Chaos in Motion Tour 2007“. Das Set hatte sein Debüt beim Gods-of-Metal-Festival in Italien am 3. Juni 2007.

## Diskografie
| mit Adrenaline Mob: - 2011: Adrenaline Mob (EP) - 2012: Omertà - 2013: Covertà (EP) mit John Arch: - 2003: A Twist of Fate mit John Petrucci: - 2020: Terminal Velocity mit Avenged Sevenfold: - 2010: Nightmare - 2011: Welcome to the Family mit Dream Theater: - 1989: When Dream and Day Unite - 1992: Images and Words - 1993: Live at the Marquee - 1994: Awake - 1995: A Change of Seasons - 1997: Falling into Infinity - 1998: Once in a LIVEtime - 1999: Metropolis Pt. 2: Scenes from a Memory - 2001: Live Scenes from New York - 2002: Six Degrees of Inner Turbulence - 2003: Train of Thought - 2004: Live at Budokan - 2005: Octavarium - 2006: Score - 2007: Systematic Chaos - 2008: Chaos in Motion: 2007–2008 - 2009: Black Clouds & Silver Linings - 2023: Live at Madison Square Garden (2010) - 2025: Parasomnia | mit Flying Colors: mit Liquid Tension Experiment: mit Neal Morse: - 2003: Testimony - 2004: One - 2005: ? - 2011: Testimony 2 - 2012: Momentum - 2015: The Grand Experiment - 2015: Morsefest! 2014 (Testimony & One Live) - 2016: The Similitude of a Dream - 2019: The Great Adventure - 2021: Innocence & Danger mit OSI: mit The Winery Dogs mit Transatlantic: mit Sons of Apollo: als Solokünstler: - 1996: Mike Portnoy: Progressive Drum Concepts (Schlagzeugvideo) - 2000: Mike Portnoy: Liquid Drum Theater (Schlagzeugvideo) - 2007: Mike Portnoy: In Constant Motion (Schlagzeugvideo) |

## Auszeichnungen
Auszeichnungen durch die Leser des Modern Drummers:
- Best Progressive Rock Drummer (1995, 1996, 1997, 1998, 1999, 2000, 2001, 2002, 2003, 2004, 2005, 2006)
- Best Clinician (2000, 2002)
- Best Up & Coming (1994)
- Best Recorded Performance of the Year
  - Awake (1995)
  - A Change of Seasons (1996)
  - Falling into Infinity (1998)
  - Scenes from a Memory (2000)
  - Six Degrees of Inner Turbulence (2002)
- Best Educational Video/DVD
  - Liquid Drum Theater (VHS) (2000)
  - Liquid Drum Theater (DVD) (2002)

Mike Portnoy wurde im Jahre 2004 in die Modern Drummer Hall of Fame aufgenommen. Neben Neil Peart gehört Mike zu den jüngsten Mitgliedern, denen diese Auszeichnung zur Ehre wurde.
Eine besondere Ehre wurde Mike Portnoy mit dem 3-CD-Album „Honor Thy Drummer – A Tribute to Mike Portnoy“ erwiesen, welches der Produzent Anthony Morse zusammengestellt und frei zur Verfügung gestellt hat.
2011 wurde Portnoy mit einem Revolver Golden Gods Award als bester Drummer ausgezeichnet.